# 京泰高速动车组列车 (北京至泰安)
京泰高速动车组列车是中国铁路运行于山东省泰安市泰安站与首都北京市北京南站的高速动车组列车，自2014年12月10日起开行，现每日开行1趟，由济南局集团青岛客运段担任客运乘务，列车车次为G1054次。

## 历史
2011年6月30日，配合京沪高铁开通，新增北京南～济南西G181/182次列车。
2011年8月28日，由于中国北车集团生产的CRH380BL型动车组多次发生故障需将该型动车组召回整改，临时停运G181/182次列车，另新增北京南—济南西G181次列车。
2011年12月12日，随着中国北车召回的54列CRH380BL高速动车组整改合格，恢复济南西—北京南G182次列车。
2012年5月5日，G182次列车延长至曲阜东站始发。
2012年12月21日，G182次列车延长至枣庄站始发。
2013年7月1日，G182次列车车次调整为G184次。
2014年7月1日，G184次列车车次调整为G484次。
2014年12月10日，G484次列车缩短至泰安站始发。
2016年5月15日，新增北京南—泰安G335次列车，同时原G484次列车车次调整为G338次。
2018年7月1日，G335次列车停运。
2021年6月25日，配合京沪高铁运行图重排，G338次列车车次再次调整为G1054次。

## 使用列车
本趟列车使用配属于济南局集团济南动车运用所的CRH380BL。